# Svinemælk
Svinemælk (Sonchus) er en slægt, der er udbredt i Europa, Nordafrika og Lilleasien. Det er grove planter med fligede og tornet-tandede blade. De gule blomster bliver ved modning til frø med snehvide fnok. Her omtales kun de arter, som er vildtvoksende i Danmark.
| Arter |

- Agersvinemælk (Sonchus arvensis)
- Almindelig svinemælk (Sonchus oleraceus)
- Kærsvinemælk (Sonchus palustris)
- Ru svinemælk (Sonchus asper)